# Île Sainte-Blanche
Île Sainte-Blanche är en ö i Antarktis. Den ligger i havet utanför Östantarktis. Frankrike gör anspråk på området.